# Finanzierungsleasing
Finanzierungsleasing (englisch finance lease) ist ein Leasing, bei dem der Leasinggeber dem Leasingnehmer neben dem Nutzungsrecht für den Leasinggegenstand auch dessen Finanzierungsrisiko überträgt. Dem Leasinggeber verbleibt mithin lediglich das Kreditrisiko und die Pflicht, bestimmte Dienstleistungen anzubieten. Gegensatz ist das operative Leasing.

## Allgemeines
Der Leasingnehmer wird während der Vertragslaufzeit kein dinglicher Eigentümer des Vermögensgegenstandes, wenn ihm die Sache oder Sachgesamtheit auch wirtschaftlich als Eigentum zugerechnet werden kann, da der Leasinggeber kein Interesse an einem Rückerhalt des Besitzes der Sache hat. Nach Ablauf der Vertragslaufzeit steht dem Leasingnehmer üblicherweise eine vertraglich eingeräumte Kaufoption der Sache zum Preis des Restwertes zu. Es handelt sich daher beim Finanzierungsleasing nach der Rechtsprechung um einen atypischen Mietvertrag (Ratenzahlung gegen Gebrauchsüberlassung) mit Überwälzung der Sach- und Preisgefahr auf den Leasingnehmer in Verbindung mit einer späteren Kaufmöglichkeit zu dem geringeren Restwertkaufpreis.

## Rechtsfragen
Allgemeines
Der Leasinggeber beschafft zum Zwecke der Befriedigung eines Investitionsbedarfs des Leasingnehmers das zum Gebrauch zu überlassende Leasinggut und übernimmt dessen Vorfinanzierung. Der Leasingnehmer deckt mit den während der Vertragslaufzeit zu entrichtenden Leasingraten die Anschaffungs- und Herstellungskosten sowie alle Nebenkosten einschließlich der Finanzierungskosten des Leasinggebers.
Seit Dezember 2008 ist Finanzierungsleasing eine erlaubnispflichtige Finanzdienstleistung im Sinne des § 1 Abs. 1a Nr. 10 Kreditwesengesetzes (KWG).
Vertragsinhalt
Kennzeichen ist eine feste Grundleasingzeit, innerhalb derer eine Kündigung durch den Leasingnehmer ausgeschlossen ist. Hauptkriterien des Finanzierungsleasing nach internationaler Rechnungslegung ist, dass die Vertragsdauer den wesentlichen Teil der Lebensdauer des Vermögensgegenstandes umfasst (nach US-GAAP/IFRS >75 %) oder dass der Großteil des Barwerts des Leasing-Gegenstandes über die Ratenzahlungen finanziert wird (nach US-GAAP/IFRS >90 %).
Diese Merkmale unterscheiden das Finanzierungsleasing vom Operate-Leasing:
- Feste Grundleasingzeit ohne Kündigungsrecht über einen maßgeblichen Zeitraum der Nutzungsdauer,
- das Investitionsrisiko trägt der Leasingnehmer,
- prinzipiell ist Finanzierungsleasing auf alle Güter anwendbar,
- Kapitalbeschaffung und Kreditrisiko trägt der Leasinggeber,
- unterschiedlichste Optionen nach Ablauf der Grundleasingzeit (Kauf, Rückgabe usw., insbesondere, wenn der Übergang zu besonderen Konditionen erfolgt),
- Maßnahmen zur Werterhaltung trägt der Leasingnehmer (Instandhaltung, Wartung, Versicherung),
- der Leasing-Gegenstand ist oft eine Spezialanfertigung für den Leasingnehmer und kann nicht von Dritten genutzt werden,
- Finanzierungsleasing ist eine Vollamortisation.

Durch die vielfältigen Möglichkeiten der Vertragsgestaltung ist eine eindeutige Aussage über die Bilanzierung des Leasingobjektes nicht möglich.
Das Immobilienleasing stellt eine besondere Form des Finanzierungsleasings dar, um den Erwerb von Grundstücken oder die Errichtung baulicher Anlagen zu finanzieren.
Finanzierungsleasingverträge sehen häufig vor, dass nach Ablauf der Leasingzeit entweder dem Leasinggeber ein Andienungsrecht oder dem Leasingnehmer ein Optionsrecht zusteht, dessen Ausübung zu einem Kaufvertrag zwischen Leasinggeber und Leasingnehmer führt.
Kraftfahrzeug-Leasingverträge
mit Kilometerabrechnung sind Finanzierungsleasingverträge im Sinne des § 506 Abs. 2 BGB und damit Kreditverträge (§ 1 Abs. 1a Nr. 10 KWG) in Form einer sonstigen Finanzierungshilfe. Alle Leasingverträge, bei denen der Leasingnehmer für die Amortisation der vom Leasinggeber für die Anschaffung der Leasingsache gemachten Aufwendungen und Kosten einzustehen hat (Finanzierungsleasing), fallen als „sonstige Finanzierungshilfe“ im Sinne des § 506 Abs. 2 BGB in den Anwendungsbereich des Gesetzes.

## Bilanzierung
Nach deutschem Handels- und Steuerrecht
Die Frage nach der Bilanzierung aufgrund des Leasing-Gegenstandes beim Leasinggeber oder -nehmer und damit der steuerlichen Abzugsfähigkeit richtet sich danach, was mit dem Gegenstand nach der Grundleasingzeit erfolgen soll. Hier sind vier Vertragsvarianten zu unterscheiden:
- Leasingverträge ohne Optionsrecht liegen vor, wenn keine Vereinbarung über die Verwendung nach der Grundleasingzeit getroffen ist.
- Leasingverträge mit Kaufoption: hier steht dem Leasingnehmer das Recht zu, den Gegenstand nach Ablauf der Grundleasingzeit zu erwerben.
- Leasingverträge mit Verlängerungsoption: bei diesen wird dem Leasingnehmer eingeräumt, das Vertragsverhältnis zu verlängern.
- Leasingverträge mit automatischer Vertragsverlängerung/über Spezial-Leasing: bei diesen verlängert sich das Leasing automatisch um einen vertraglich festgelegten Zeitraum, wenn der Vertrag weder durch Leasinggeber, noch durch den Leasingnehmer gekündigt worden ist.

Im Einzelnen wird der Leasing-Gegenstand nach dem Leasing-Erlass des Bundesministerium der Finanzen dem Leasinggeber zugerechnet, wenn die Grundleasingzeit zwischen 40 und 90 % der Nutzungsdauer beträgt sowie der Vertrag
- nicht mit einem Optionsrecht ausgestattet ist oder
- bei vereinbarter Kaufoption einen Kaufpreis vorsieht, der größer oder gleich dem Restbuchwert ist oder
- eine Verlängerungsoption vorsieht und das Anschlussleasing höher ist als die lineare Abschreibungsrate des Listenpreises entsprechend.

Der Restbuchwert wird über die lineare Abschreibung von dem Listenpreis des Leasingobjektes berechnet. Für den Investor ist es in der Regel ein steuerlicher Vorteil, wenn der Leasinggegenstand beim Leasinggeber bilanziert wird.
Nach IFRS
Nach den Grundsätzen der internationalen Rechnungslegung (IFRS) gilt hier häufig das Prinzip der wirtschaftlichen Betrachtungsweise (englisch Substance over Form). Das bedeutet, dass stets das wirtschaftlich erzielte Ergebnis gilt und Vorrang vor der rechtlichen Form hat. Kann etwa de facto nur der Leasingnehmer den Gegenstand nutzen, ist dies als Finance-lease zu klassifizieren, auch wenn im Vertrag etwas anderes dargestellt wird.